# Xi (État)
Pour les articles homonymes, voir Xi (homonymie).
1122 av. J.C. – entre 684 et 680 av. J.C.
Entités précédentes :
- inconnue

Entités suivantes :
- État de Chu

Xi (chinois : 息 ; pinyin : Xī) était un État chinois vassal des dynasties Shang et Zhou, qui exista jusqu'à la Période des Printemps et Automnes (1600 - 475 av. J.-C.). Il était gouverné par des membres de la famille Jī (姬). Entre 680 et 684 avant notre ère, le Xi fut annexée par l’État de Chu et cessa d’exister en tant qu’État indépendant.

## Histoire
En 712 avant notre ère, l’État de Xi a envoyé une expédition punitive contre l’État de Zhèng. À cette époque, le duc Zhuang de Zheng, le dirigeant du Zheng, avait, pendant de nombreuses années, attaqué à plusieurs reprises de grands États tels que ceux de Song et de Wey, entre autres. L'état de Zhèng était alors à l'apogée de sa puissance militaire. L'expédition s'est soldée par une défaite cinglante de l'état de Xi. Dans le commentaire qu'il fait de l'expédition, l'auteur du Zuo Zhuan critique la surestimation par Xi de sa propre force. Néanmoins, d'autres érudits estiment que l'expédition organisée par Xi indiquait que son armée était assez puissante et pouvait rivaliser avec Zheng.
En 684 avant notre ère, le duc Ai de Cai fut grossier avec Xī Guī, l'épouse du duc de Xī. En conséquence, le duc de Xī a demandé à l'État de Chŭ de simuler une attaque contre son propre pays afin que, lorsque l'État de Cài viendrait à la rescousse, le Chŭ puisse attaquer et humilier le duc Ai de Cài. Le roi Wen de Chu accepta, attaqua Cài et son armée captura le duc.
Bien qu'il ait gardé une profonde rancune envers le Xi et le Chu, le duc Ai a loué la beauté de Xī Guī devant le roi Wen de Chu. En conséquence, le roi Wén renversa l'État de Xī et épousa Xī Guī. Les deux fils qu'elle porta devinrent ensuite les rois Du Ao et Cheng de Chu. Le roi Wén de Chŭ adorait tellement Xī Guī, qu'en 680 avant notre ère, il renversa l'État de Cài à sa demande. Le roi Wen établit ensuite les Xians de Shen et Xi dans les régions des anciens États éponymes.
Le Xian de Xi a joué un rôle important dans la lutte pour l'hégémonie de l'État de Chǔ durant la période des Printemps et des Automnes. À la bataille de Chengpu, Cheng Dechen, le Premier ministre du Chǔ, ne dirigeait pas la principale armée du Chu, mais une troupe plus petite composée principalement de soldats des Xians de Shēn et Xī. En conséquence, Chéng Déchén a perdu la bataille et le roi Chéng de Chŭ a alors déclaré : « Si vous rentrez chez vous, que feraient les anciens en deuil de Xi et de Shen en deuil ? ».
En 585 avant notre ère, l’ État de Jìn a attaqué l’État de Cài. Chǔ envoya des troupes venant de Shēn et de Xī assister Cài. Les chefs militaires de haut rang de Jin savaient que s'ils gagnaient cette bataille, cela signifierait seulement la défaite des Xians de Shēn et de Xī, et non de l'ensemble de l'État de Chǔ, mais que la perdre serait une humiliation majeure. En conséquence, ils ont donc décidé de se replier. Gu Jiegang souligne que, les deux Xians de Shēn et Xī disposant de suffisamment de troupes et étant suffisamment puissants pour affronter l'armée de l'État de Jin, il est était clair qu'ils étaient à la fois riches et peuplés.

## Voir également
- ((zh)) Yang Bojun, Annotated Zuo Zhuan  (ISBN 7-101-00262-5)
- ((zh)) Tong Shuye, Research on the Zuo Zhuan  (ISBN 7-101-05144-8)